# Polynemidae
Polynemidae är en familj av fiskar. Polynemidae ingår i ordningen abborrartade fiskar (Perciformes). Enligt Catalogue of Life omfattar familjen Polynemidae 42 arter.
Arterna förekommer främst i tropiska och subtropiska hav samt i angränsande områden med bräckt vatten. Några familjemedlemmar hittas i sötvatten. Den största arten Eleutheronema tetradactylum når en maximallängd av 180 cm. Dessa fiskar simmar ofta i regioner med sandig eller lerig grund. De hittas sällan nära klippor. Flera arter fiskas och säljs på marknader. Det vetenskapliga namnet är bildat av de grekiska orden polys (många) och nema, -atos (tråd).
Släkten enligt Catalogue of Life:
- Eleutheronema
- Filimanus
- Galeoides
- Leptomelanosoma
- Parapolynemus
- Pentanemus
- Polydactylus
- Polynemus